# Російський ісламський університет (Грозний)
Російський ісламський університет імені Кунта-Хаджі — вищий і головний релігійний навчальний заклад Чечні. Розташований у центрі Грозного поряд з мечеттю «Серце Чечні». Заснований у серпні 2009 року, у 2016 році отримав державну ліцензію.
В університеті навчається близько 300 студентів. Викладають в університеті випускники ісламських вишів Йорданії, Малайзії, ОАЕ, Саудівської Аравії, Сирії, Єгипту. Важливою частиною навчальної програми є вивчення спадщини Кунта Хаджі, ім'ям якого названий університет.